# Henning von Tresckow
Henning Hermann Robert Karl von Tresckow (født 10. januar 1901 i Magdeburg i Tyskland, død 21. juli 1944 i Ostrow ved Białystok i Polen) var generalmajor i den tyske Wehrmacht under 2. verdenskrig. Han var en ledende skikkelse i den hemmelige militære opposition mod Adolf Hitler og forsøgte flere gange at få ham dræbt.

## Baggrund
Tresckow kom fra en preussisk adelsfamilie med lange militære traditioner. Faderen var general i kavaleriet og havde deltaget ved fredsslutningen i Versailles i 1871 efter sejren i Den fransk-preussiske krig. Han fik sin første skolegang ved hjemmeundervisning på familiens gods som lå langt fra den nærmeste by. I årene 1913–1917 var han elev ved den videregående skole i Goslar og tjenestegjorde derefter som en af de yngste soldater i 1. verdenskrig som løjtnant på Vestfronten. Efter det andet slag ved Marne fik han jernkorset af anden klasse. Samtidig udtalte hans chef at «Du, Tresckow, vil enten blive chef for generalstaben eller dø i galgen».
I 1926 giftede han sig med Erika Karola Olga von Falkenhayn, datteren til Erich von Falkenhayn.

## Militær løbebane under 2. verdenskrig
Vinteren 1939/40 var han generalstabsofficer under Gerd von Rundstedt og Erich von Manstein i Armégruppe A. Fra 20. november 1943 tjenestegjorde han under feltmarskal Günther von Kluge som stabschef for Heeresgruppe Mitte i Sovjetunionen frem til sin død. Han overtalte Kluge til at sende en lille delegation fra Ukraine til Hitler; dette var folk som stod på tysk side og ønskede at oprette en lydstat med en egen hær. Hitler ønskede ikke at møde en delegation af slavisk oprindelse og sørgede for at få udsendingene skudt på stedet.

## Attentatplaner mod Hitler
.
Til at begynde med var han velvillig indstillet overfor nationalsocialismen. Fra 1938 var han aktiv i den hemmelige tyske militæropposition mod Hitler. Han udviklde en række attentatplaner mod Hitler og Himmler, men de slog alle fejl.
For eksempel lykkedes det næsten i 1943: En bombe han havde smuglet ind som to likørflasker med Cointreau i Hitlers fly i Smolensk i det okkuperede vestlige Sovjetunionen den 13. marts 1943, havde en fejl ved tændingsmekanismen (den fungerede ikke i stærk kulde ved store højder, antages det), og eksploderede ikke. Da han og de medsammensvorne hørte at Hitler var kommet vel frem til Wolfsschanze (Rastenburg), fløj Tresckows ordonnansofficer Fabian von Schlabrendorff derhen, fik fat i flaskerne og ombyttede dem med to ægte likørflasker. Flaskerne var blevet sendt som en gave til general Helmuth Stieff ved Hitlers hovedkvarter. Han tilhørte også kredsen af oppositionelle.
Få dage efter, den 21. marts, forsøgte Rudolf Christoph Freiherr von Gersdorff, en meningsfælle som Tresckow kort før havde rekrutteret, at komme nær nok indpå Hitler under åbningen af en udstilling af krigsbytte tager fra russerne, som blev holdt i Zeughaus Berlin på Unter den Linden i Berlin, til at sprænge ham og sig selv i luften med en bombe han bar under frakken. Men Hitler havde travlt og hastede gennem udstillingen uden at standse ved montrerne, til trods for Görings opfordringer. Gersdorff nåede at storme ud på toilettet, knuse detonatoren og skylle den ned. Han reddede livet. Men det gjorde også Hitler.
I august og september 1943 lykkedes det Tresckow sammen med Claus von Stauffenberg at planlægge «Operation Valkyrie,++
» («Walküre») (en slagplan for hvordan militæret skulle forholde sig for at modvirke et kupforsøg) således at forholdene faktisk ville gavne kupmagerne. Dermed steg chancerne for at man efter et vellykket attentat faktisk ville lykkes både at gribe og beholde magten. Dette var et element som havde manglet ved tidligere planer.

## Tjeneste ved Østfronten, selvmord
Det lykkedes ikke Tresckow selv at komme i nærheden af Hitler for at deltage i den faktiske iværksættelse af et angreb. Han blev i november 1943 forfremmet til en stilling ved Østfronten som ikke bragte ham i Hitlers nærhed. Han kom også på afstand fra Berlin, og dermed blev Stauffenberg en mere central person end tidligere under forberedelserne.
Tresckow tog sit eget liv med en håndgranat under et simuleret partisangreb, efter at Claus von Stauffenbergs attentat mod Adolf Hitler og det efterfølgende kup i Berlin (20. juli-attentatet i 1944) mislykkedes. Tresckow tog afsked med Kluges adjudant Philipp von Boeselager med ordene: «På gensyn. Vi ses i en bedre verden.» Så satte han sig i bilen, med maskinpistolen klar, så det skulle se ud som om han var blevet angrebet, og med granaten han udløste under sig. Han blev gravlagt med militære æresbevisninger; men efterforskningen udpegede efterforskningen ham som medskyldig, og i midten af august plyndrede SS-folk graven. Liget forsvandt, enken Erika blev fængslet og deres døtre blev sendt på børnehjem.